# Club sportif de Hammam Lif (basket-ball)
 (décembre 2024).
Si vous disposez d'ouvrages ou d'articles de référence ou si vous connaissez des sites web de qualité traitant du thème abordé ici, merci de compléter l'article en donnant les références utiles à sa vérifiabilité et en les liant à la section « Notes et références ».
Le Club sportif de Hammam Lif (arabe : النادي الرياضي لحمام الأنف) est un club tunisien de basket-ball fondé en 1944. Il est rattaché au club omnisports du même nom.
Fin 2021, Aymen Fassatoui devient le président de la section basket du CSHL.

## Palmarès
| National                                                               |
| ---------------------------------------------------------------------- |
| - Championnat de Tunisie D2 (4) : - Vainqueur : 1974, 1976, 2009, 2012 |

## Anciens joueurs
- Haythem Albouchi